# 凯文·波特
凯文·波特（英語：Kevin Porter，1950年4月17日—），美国NBA联盟前职业篮球运动员。